# Canada ved sommer-OL 1928
Canada deltager i Sommer-OL 1928. Niogtres sportsudøvere fra Canada deltog i otte sportsgrene under Sommer-OL 1928 i Amsterdam. Canada kom på en 10. plads med fire guld-, fire sølv- og syv bronzemedaljer. Roeren Joseph Wright, jr var Canadas flagbærer under åbningsceremonien.

## Medaljer
| 1928 Amsterdam | Guld | Sølv | Bronze | Total |
| Canada         | 4    | 4    | 7      | 15    |

### Medaljevindere
| Canada ved sommer-OL 1928 i Amsterdam | Canada ved sommer-OL 1928 i Amsterdam                                                                                       | Canada ved sommer-OL 1928 i Amsterdam | Canada ved sommer-OL 1928 i Amsterdam | Canada ved sommer-OL 1928 i Amsterdam |
| Medaljer                              | Udøver | Sport                                 | Øvelse                                | Resultat                              |
| ------------------------------------- | --- | ------------------------------------- | ------------------------------------- | ------------------------------------- |
| Guld                                  | Ethel Catherwood | Atletik                               | højdespring, damer                    | 1,595 m                               |
| Guld                                  | Percy Williams | Atletik                               | 100 meter, Mænd                       | 10,8                                  |
| Guld                                  | Percy Williams | Atletik                               | 200 meter, Mænd                       | 21,8                                  |
| Guld                                  | Fanny Rosenfeld Ethel Smith Jane Bell Myrtle Cook                                                                           | Atletik                               | 4 x 100 meter Stafet, damer           | 48,4 (WR)                             |
| Sølv                                  | James Ball | Atletik                               | 400 meter, Mænd                       | 48,0                                  |
| Sølv                                  | Fanny Rosenfeld | Atletik                               | 100 meter, damer                      | 12,3                                  |
| Sølv                                  | Donald Stockton | Brydning                              | Fristil, mellemvægt                   |                                       |
| Sølv                                  | Joseph Wright jr. Jack Guest                                                                                                | Roning                                | Dobbelsculler                         | 6.51,0                                |
| Bronze                                | Maurice Letchford | Brydning                              | Fristil, weltervægt                   |                                       |
| Bronze                                | Raymond Smillie | Boksning                              | Weltervægt                            |                                       |
| Bronze                                | Ethel Smith | Atletik                               | 100 meter, damer                      | 12,3                                  |
| Bronze                                | James Trifunov | Brydning                              | Fristil, bantamvægt                   |                                       |
| Bronze                                | Frederick Hedges Frank Fiddes John Hand Herbert Richardson Jack Murdoch Athol Meech Edgar Norris William Ross John Donnelly | Roning                                | Otter                                 |                                       |
| Bronze                                | James Ball Stanley Glover Philip Edwards Alexander Wilson                                                                   | Atletik                               | 4 x 400 m Stafet, Mænd                | 3.15,4                                |
| Bronze                                | Munroe Bourne James Thompson Garnet Ault Walter Spence                                                                      | Svømning                              | 4 x 200 m fri, mænd                   | 9.47,8                                |